# Elecciones presidenciales de Estados Unidos de 2024 en Indiana
Las elecciones presidenciales de Estados Unidos de 2024 en Indiana se llevaron a cabo el 5 de noviembre de 2024, como parte de las elecciones presidenciales de Estados Unidos de 2024. Los votantes de Indiana eligieron a los once electores que los representarían en el Colegio Electoral mediante votación popular.
Indiana tiene fama de ser el estado más conservador de la región de los Grandes Lagos, y la región sur del estado tiene influencia cultural del Cinturón Bíblico. Ningún demócrata ha ganado el estado a nivel presidencial desde la aplastante victoria de Lyndon B. Johnson en 1964, con la excepción de Barack Obama, que ganó el estado por un estrecho margen en 2008.
El republicano Donald Trump ganó Indiana cómodamente en los últimos dos ciclos de elecciones presidenciales. Como es un estado fuertemente republicano, se esperaba que Trump ganara el estado por tercera vez en 2024.

## Resultados

### Generales
| Partido                          | Partido            | Candidato                        | Votos     | %     |
| -------------------------------- | ------------------ | -------------------------------- | --------- | ----- |
|                                  | Republicano        | Donald Trump                     | 1,720,347 | 58.58 |
|                                  | Demócrata          | Kamala Harris                    | 1,163,603 | 39.62 |
|                                  | Nosotros el Pueblo | Robert F. Kennedy Jr. (retirado) | 29,325    | 0.99  |
|                                  | Libertario         | Chase Oliver                     | 20,425    | 0.69  |
| Escritos                         | Escritos           | Escritos                         | 2,886     | 0.09  |
|                                  |                    |                                  |           |       |
| Total                            | Total              | Total                            | 2,936,586 | 100   |
| Participación                    | Participación      | Participación                    | 2,974,193 | 61.48 |
| Registrados                      | Registrados        | Registrados                      | 4,837,793 |       |
|                                  |                    |                                  |           |       |
| Fuente: Indiana Election Results |                    |                                  |           |       |

### Por condado
|             | Trump Republicano | Trump Republicano | Harris Demócrata | Harris Demócrata | Total       | Margen | Margen |
| Condado     | Votos             | %                 | Votos            | %                | Total       | Votos  | %      |
| ----------- | ----------------- | ----------------- | ---------------- | ---------------- | ----------- | ------ | ------ |
| Adams       | 10,528            | 75.38             | 3,179            | 22.76            | 13,966      | 7,349  | 52.62  |
| Allen       |                   |                   |                  |                  | En curso... |        |        |
| Bartholomew |                   |                   |                  |                  | En curso... |        |        |
| Benton      |                   |                   |                  |                  | En curso... |        |        |
| Blackford   |                   |                   |                  |                  | En curso... |        |        |
| Boone       |                   |                   |                  |                  | En curso... |        |        |
| Brown       |                   |                   |                  |                  | En curso... |        |        |
| Carroll     |                   |                   |                  |                  | En curso... |        |        |
| Cass        |                   |                   |                  |                  | En curso... |        |        |
| Clark       |                   |                   |                  |                  | En curso... |        |        |
| Clay        |                   |                   |                  |                  | En curso... |        |        |
| Clinton     |                   |                   |                  |                  | En curso... |        |        |
| Crawford    |                   |                   |                  |                  | En curso... |        |        |
| Daviess     |                   |                   |                  |                  | En curso... |        |        |
| Dearborn    |                   |                   |                  |                  | En curso... |        |        |
| Decatur     |                   |                   |                  |                  | En curso... |        |        |
| DeKalb      |                   |                   |                  |                  | En curso... |        |        |
| Delaware    |                   |                   |                  |                  | En curso... |        |        |
| Dubois      |                   |                   |                  |                  | En curso... |        |        |
| Elkhart     |                   |                   |                  |                  | En curso... |        |        |
| Fayette     |                   |                   |                  |                  | En curso... |        |        |
| Floyd       |                   |                   |                  |                  | En curso... |        |        |
| Fountain    |                   |                   |                  |                  | En curso... |        |        |
| Franklin    |                   |                   |                  |                  | En curso... |        |        |
| Fulton      |                   |                   |                  |                  | En curso... |        |        |
| Gibson      |                   |                   |                  |                  | En curso... |        |        |
| Grant       |                   |                   |                  |                  | En curso... |        |        |
| Greene      |                   |                   |                  |                  | En curso... |        |        |
| Hamilton    |                   |                   |                  |                  | En curso... |        |        |
| Hancock     |                   |                   |                  |                  | En curso... |        |        |
| Harrison    |                   |                   |                  |                  | En curso... |        |        |
| Hendricks   |                   |                   |                  |                  | En curso... |        |        |
| Henry       |                   |                   |                  |                  | En curso... |        |        |
| Howard      |                   |                   |                  |                  | En curso... |        |        |
| Huntington  |                   |                   |                  |                  | En curso... |        |        |
| Jackson     |                   |                   |                  |                  | En curso... |        |        |
| Jasper      |                   |                   |                  |                  | En curso... |        |        |
| Jay         |                   |                   |                  |                  | En curso... |        |        |
| Jefferson   |                   |                   |                  |                  | En curso... |        |        |
| Jennings    |                   |                   |                  |                  | En curso... |        |        |
| Johnson     |                   |                   |                  |                  | En curso... |        |        |
| Knox        |                   |                   |                  |                  | En curso... |        |        |
| Kosciusko   |                   |                   |                  |                  | En curso... |        |        |
| LaGrange    |                   |                   |                  |                  | En curso... |        |        |
| Lake        |                   |                   |                  |                  | En curso... |        |        |
| LaPorte     |                   |                   |                  |                  | En curso... |        |        |
| Lawrence    |                   |                   |                  |                  | En curso... |        |        |
| Madison     |                   |                   |                  |                  | En curso... |        |        |
| Marion      |                   |                   |                  |                  | En curso... |        |        |
| Marshall    |                   |                   |                  |                  | En curso... |        |        |
| Martin      |                   |                   |                  |                  | En curso... |        |        |
| Miami       |                   |                   |                  |                  | En curso... |        |        |
| Monroe      |                   |                   |                  |                  | En curso... |        |        |
| Montgomery  |                   |                   |                  |                  | En curso... |        |        |
| Morgan      |                   |                   |                  |                  | En curso... |        |        |
| Newton      |                   |                   |                  |                  | En curso... |        |        |
| Noble       |                   |                   |                  |                  | En curso... |        |        |
| Ohio        |                   |                   |                  |                  | En curso... |        |        |
| Orange      |                   |                   |                  |                  | En curso... |        |        |
| Owen        |                   |                   |                  |                  | En curso... |        |        |
| Parke       |                   |                   |                  |                  | En curso... |        |        |
| Perry       |                   |                   |                  |                  | En curso... |        |        |
| Pike        |                   |                   |                  |                  | En curso... |        |        |
| Porter      |                   |                   |                  |                  | En curso... |        |        |
| Posey       |                   |                   |                  |                  | En curso... |        |        |
| Pulaski     |                   |                   |                  |                  | En curso... |        |        |
| Putnam      |                   |                   |                  |                  | En curso... |        |        |
| Randolph    |                   |                   |                  |                  | En curso... |        |        |
| Ripley      |                   |                   |                  |                  | En curso... |        |        |
| Rush        |                   |                   |                  |                  | En curso... |        |        |
| St. Joseph  |                   |                   |                  |                  | En curso... |        |        |
| Scott       |                   |                   |                  |                  | En curso... |        |        |
| Shelby      |                   |                   |                  |                  | En curso... |        |        |
| Spencer     |                   |                   |                  |                  | En curso... |        |        |
| Starke      |                   |                   |                  |                  | En curso... |        |        |
| Steuben     |                   |                   |                  |                  | En curso... |        |        |
| Sullivan    |                   |                   |                  |                  | En curso... |        |        |
| Switzerland |                   |                   |                  |                  | En curso... |        |        |
| Tippecanoe  |                   |                   |                  |                  | En curso... |        |        |
| Tipton      |                   |                   |                  |                  | En curso... |        |        |
| Union       |                   |                   |                  |                  | En curso... |        |        |
| Vanderburgh |                   |                   |                  |                  | En curso... |        |        |
| Vermillion  |                   |                   |                  |                  | En curso... |        |        |
| Vigo        |                   |                   |                  |                  | En curso... |        |        |
| Wabash      |                   |                   |                  |                  | En curso... |        |        |
| Warren      |                   |                   |                  |                  | En curso... |        |        |
| Warrick     |                   |                   |                  |                  | En curso... |        |        |
| Washington  |                   |                   |                  |                  | En curso... |        |        |
| Wayne       |                   |                   |                  |                  | En curso... |        |        |
| Wells       |                   |                   |                  |                  | En curso... |        |        |
| White       |                   |                   |                  |                  | En curso... |        |        |
| Whitley     |                   |                   |                  |                  | En curso... |        |        |

#### Volteados
| Condado    | Ciudad más grande | Pre-elección | Pre-elección | Post-elección | Post-elección | Margen |
| Condado    | Ciudad más grande | Partido      | Partido      | Partido       | Partido       | Margen |
| ---------- | ----------------- | ------------ | ------------ | ------------- | ------------- | ------ |
| Tippecanoe | Lafayette         |              | Demócrata    |               | Republicano   | +0.00  |